# Cantonul Bailleul-Sud-Ouest
Cantonul Bailleul-Sud-Ouest este un canton din arondismentul Dunkerque, departamentul Nord, regiunea Nord-Pas-de-Calais, Franța.

## Comune
- Belle (parțial, reședință) (Bailleul)
- Berten (Berthen)
- Vleteren (Flêtre)
- Merris
- Meteren (Méteren)
- Oud-Berkijn (Vieux-Berquin)